# Goed Petry

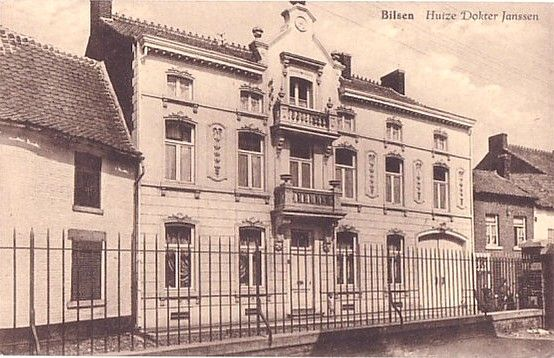
Het huis ca. 1920

Het Goed Petry bestaat uit een herenhuis met aangrenzend park, gelegen aan de Klokkestraat 19 te Bilzen in Belgisch Limburg.
Het huis, met daarachter een koetshuis en stallingen, werd gebouwd in 1865. De opvallende en rijkversierde gevel is uitgevoerd in eclectische stijl. Het interieur is nog grotendeels in originele staat, met stucplafonds, deuromlijstingen en dergelijke. In 2000 werd het beschermd als monument, waarna restauratie volgde. Na restauratie zal exploitatie door een particulier volgen.
Het huis werd aanvankelijk omringd door een groot park, waarvan nog een deel over is. Van de oorspronkelijke Engelse landschapsstijl zijn nog enkele elementen aanwezig, waarvan een grote vaas uit de tijd van de bouw het meest in het oog springt. In het park zijn een aantal monumentale bomen te vinden. Dit park ligt geheel ingesloten in een huizenblok in de binnenstad van Bilzen, en zal worden opengesteld voor het publiek.